# Шинті
Шинті (англ. shinty; шотл. гел. camanachd, iomain) — вид неолімпійського спорту; командна спортивна гра з ключкою та м'ячем на траві. Передовсім гра розповсюджена в Шотландії та в Англії. Шинті вважається попередником (пращуром) хокею із шайбою, хокею на траві та бенді.
Згідно давніх літописів у шинті грав король Олександр I, який правив Шотландією у 12 столітті. Літописи зберегли також згадки слова каман, яким позначалася ключка, якою грали в шинті. Тому інколи гру ще називають каманах (camanachd).
Перші згадки про гру відомі з гельської саги «Перша Битва при Мойтурі», написаної у 15 сторіччі і яка оповідає про події до н. е. Відповідно до тексту саги перший матч шинті (каманаху) відбувся неподалік від сучасного села Конг в графстві Мейо провінції Коннахт між 27 гравцями з племені Фір Болг і 27 гравцями з племені Богині Дану.

## Правила гри
У сучасну шинті грають дві команди. Кожна команда складається з одинадцяти гравців та одного воротаря. Гра відбувається на спеціально розміченому майданчику. Мета — забити м'яч у ворота іншої команди, притому не дозволити гравцям команди-суперника зробити те саме. Гравці користуються ключками. При цьому дозволяється використовувати обидві сторони ключки і бити по м'ячу у повітрі, а також за допомогою ключки блокувати суперників. На відміну від подібних хокею на траві або хокею із шайбою в шинті відсутнє правило «високо піднятої ключки».
Крім воротаря, більш нікому з гравців не дозволено грати руками.
Тривалість гри обмежена часом: 2 тайми по 45 хвилин кожен.
Поле для гри в шинті має довжину від 65 до 75 метрів, а ширину від 128 до 155 метрів. У центрі розташоване коло радіусом 5 метрів. По обидві сторони поля знаходяться ворота, що мають ширину 3,66 метри і висоту 3,05 метри. .

## Шинті в культурі
- Біллі Конноллі, відомий шотландський актор і музикант, у 2009 році запропонував зробити шинті національним видом спорту Шотландії, оскільки розчарувався у збірній Шотландії з футболу, яка не пройшла груповий етап Чемпіонату світу з футболу у 1998 році[1].
- Шотландський рок-гурт «Runrig» у своїх текстах до синглів «Recovery», «Pride of the Summer» та «Clash of he Ash» згадав гру шинті.
- У комедійному телесеріалі «Hamish Macbeth», який було створено каналом BBC Scotland, в епізоді під назвою «Більше, ніж гра» йшлося про матч шинті з реальними гравцями Далласом Кінгуссі і Нілом Макреєм.